# اووپینه
اووپینه (به لهستانی:  Ołpiny) یک روستا در لهستان است که در گمینا شژنه واقع شده‌است.